# قضية باردة
القضية الباردة هي جريمة أو حادثة لم يتم حلها بشكل كامل وليس موضوع التحقيقات الجنائية في الآونة الأخيرة، ولكن من الممكن أن تظهر معلومات جديدة متعلقة بها من شهادة شهاد عيان جديد أو من إعادة النظر في المحفوظات أو من الأدلة المادية الجديدة أو المحتفظ بها أو كذلك أنشطة جديدة من المشتبه به. يمكن استعمال التقنية الجديدة التي طورت بعد القضية على الأدلة  المتبقية لإعادة تحليل الأسباب، وينتج من خلالها في كثير من الأحيان نتائج قاطعة.

## أمثلة إجرامية شهيرة

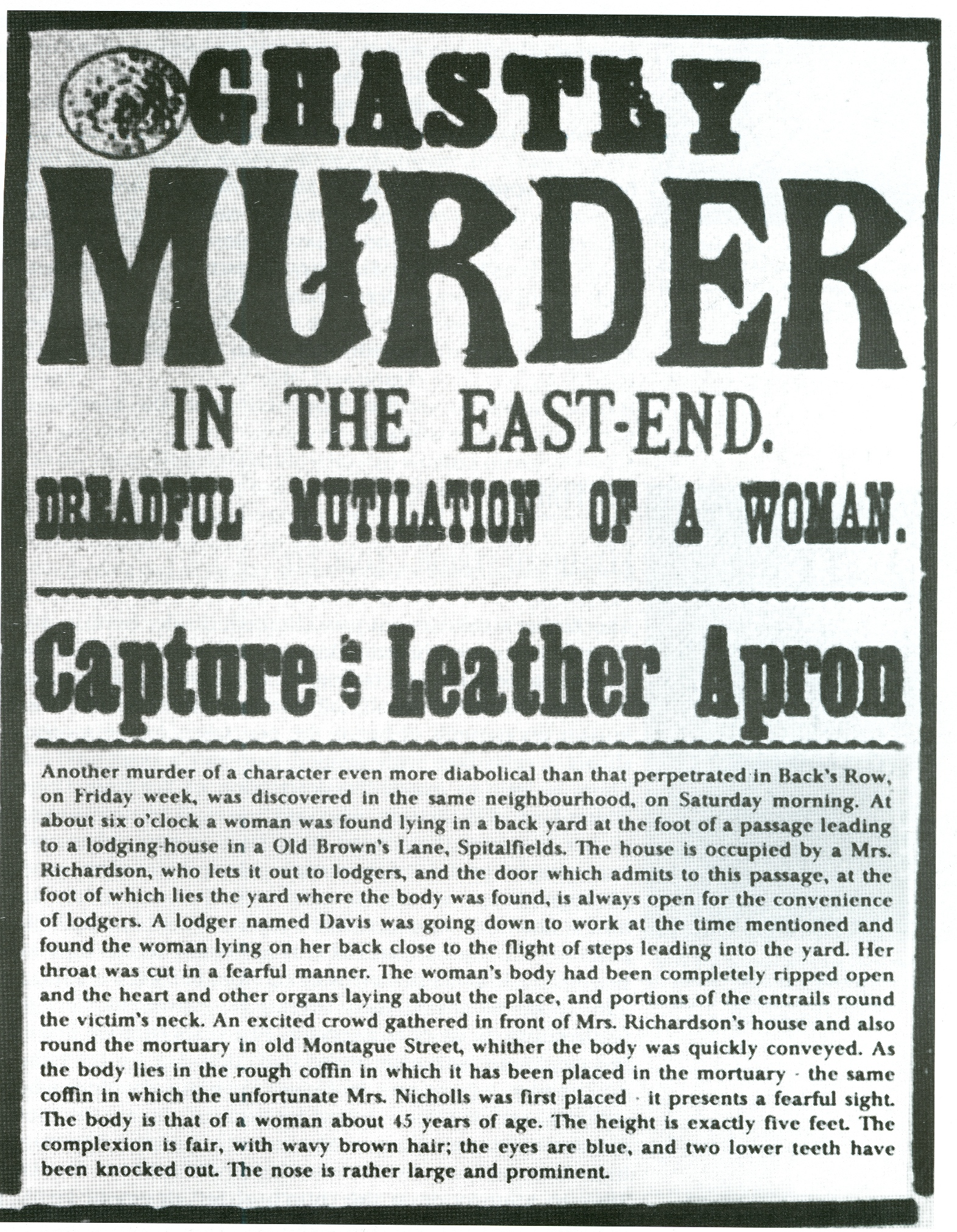
النشرة الصادرة خلال "خريف الإرهاب" في عام 1888، عندما كان جاك السفاح نشطاً.

هوية جاك السفاح هي مثال مشهور لقضية باردة متميزة ذات العديد من الاقتراحات بشأن هوية السفاح. وعلى نحو مماثل، فقد تم دراسة زودياك السفاح على نطاق واسع لمدة 40 عاماً ومناقشة العديد من المشتبه بهم. لم يتم التعرف على مرتكبي حادثة قضف وول ستريت التي وقعت في عام 1920 على الرغم من أن الغاليرنست، مجموعة من الاسلطويون الإيطاليين، يُعتقد على نطاق واسع يأنهم قد خططوا لهذا الانفجار. حادثة إحراق مبنى الرايخستاغ في عام 1933 لا تزال مثيرة للجدل على الرغم من أن مارينوس فان در لوب حوكم وأدين وأعدم بتهمت إحراق الممتلكات، فمن الممكن أن حريق رايخستاغ تم ارتكابه من قبل النازيون لتعزيز قوتهم وتدمير الديمقراطية في ألمانيا.

## أشهر القضايا الجنائية الباردة التي تم حلها

### الخمسينيات
- جيرالد ميسون (1957)

### الستينيات
- لوسي آن جونسون (1961)
- تفجير الكنيسة المعمدانية في شارع 16 (1963)
- باربرا آن هاكمان تايلور (فتاة الخيمة) (1967)

### السبعينيات
- هيلين بيتي أوزبورن (1971)
- ستيفن ستاينر (1972)
- دينس ريدر (1974-1991)
- مارثا موكلي (1975)
- هولي مادوكس (1977)
- مفجر الجامعات و الطائرات (1978 - 1995)
- أيتان باتز (غير حاسمة) (1979)
- كاليدونيا جين دو (1979)

## في الثقافة الشعبية

### أفلام
- في فيلم ماكس باين، المحقق ماكس باين يعمل في فريق القضايا الباردة التابع شرطة نيويورك.